# Johann Ferdinand Werle
Johann Ferdinand Werle (* 7. Februar 1793 in Wetzlar; † 16. Dezember 1864 in Hattersheim) war ein deutscher Posthalter und Mitglied des Nassauischen Landtags.

## Leben
Johann Ferdinand Werle war ein Sohn des Posthalters Johann Adam Werle (1756–1817) und dessen Ehefrau Eva Katharina Pelzer (1764–1812). Er betrieb in Hattersheim eine Posthalterei und erhielt 1825 ein Mandat für die Zweite Kammer des Nassauischen Landtags. Er wurde aus der Gruppe der Grundbesitzer gewählt und blieb bis 1832 in dem Parlament. 